# Crash Tag Team Racing
Crash Tag Team Racing — гоночная игра, совмещающая в себе элементы платформера, разработанная канадской компанией Radical Entertainment, и изданная Sierra Entertainment для GameCube, PlayStation 2, Xbox и PlayStation Portable. Студией Sensory Sweep также разрабатывалась версия для Nintendo DS, но была отменена.

## Игровой процесс
Игрок управляет Крэшем Бандикутом, который должен найти и вернуть Эбенезеру Фон Клатчу его Чёрный Силовой Камень, наряду с остальными силовыми камнями в каждой из пяти тематических зон парка. Игроку нужно участвовать в гонках и мини-играх для того чтобы заработать валюту парка под названием «Монеты Вумпа», и силовые кристаллы, и найти силовой камень требуемый для открытия следующей зоны парка, и раскрыть тайну личности похитителя Силовых Камней.
Основным моментом Crash Tag Team Racing является механизм «сцепления» с другими картами во время гоночных этапов. Игрок может сцепиться с картом оппонента путём нажатия специальной кнопки, различающейся в зависимости от игровой платформы. Машина игрока объединяется с своей целью, и игрок получает контроль над мощной турелью, с которой он может стрелять в других игроков. Турель может быть использована не только для стрельбы в противников, но и для отражения атак.

## Отзывы
| Сводный рейтинг       | Сводный рейтинг | Сводный рейтинг | Сводный рейтинг | Сводный рейтинг |
| Издание               | Оценка          | Оценка          | Оценка          | Оценка          |
| Издание               | GC              | PS2             | PSP             | Xbox            |
| --------------------- | --------------- | --------------- | --------------- | --------------- |
| GameRankings          | 66,65 %         | 68,25 %         | 68,12 %         | 68,39 %         |
| Metacritic            | 66/100          | 66/100          | 68/100          | 69/100          |
| Иноязычные издания    |                 |                 |                 |                 |
| Издание               | Оценка          | Оценка          | Оценка          | Оценка          |
| Издание               | GC              | PS2             | PSP             | Xbox            |
| Eurogamer             | N/A             | 7/10            | 5/10            | N/A             |
| GameSpot              | 7,3/10          | 7,3/10          | 7,0/10          | 7,3/10          |
| IGN                   | N/A             | 7,4/10          | N/A             | N/A             |
| Русскоязычные издания |                 |                 |                 |                 |
| Издание               | Оценка          | Оценка          | Оценка          | Оценка          |
| Издание               | GC              | PS2             | PSP             | Xbox            |
| «Страна игр»          | 7,5/10          | 7,5/10          | 7,5/10          | 7,5/10          |

Игра Crash Tag Team Racing собрала в основном положительные отзывы после своего издания. Обозреватель GameSpot заключил, что «хоть гонки и не являются звездой шоу, дополнительные элементы Crash Tag Team Racing объединяют все вместе в уникальный и приятный опыт», а относительно версии для PSP, добавил что время загрузки на портативных версиях «болезненное». Обозреватель Nintendo Power решил, что «в игре не на что толком смотреть, и большинство треков достаточно блекло», в то время как Nintendo World Report осудил игру как «недостойную своего названия», и высказал своё желание что «разработчикам нужно было хорошо изучить что же делает оригинальную игру прекрасной, прежде чем браться за сиквел – отсутствие утонченности в CTTR сильно выделяется». Eurogamer высказался критически по поводу сложности игры, отметив, что «гонки очень легко выигрывать, даже на высоком уровне сложности, платформерные секции не предлагают никакого вызова, а веселье от подрыва противников при соединении своих картов быстро иссякает».